# Il diario del vampiro - Sete di sangue
 Il diario del vampiro - Sete di sangue è il secondo libro della serie I diari di Stefan, facente parte della saga de Il diario del vampiro di Lisa J. Smith, pubblicato a gennaio 2011 negli Stati Uniti e in italiano a marzo. Il romanzo è narrato dal punto di vista di Stefan e si configura come un antefatto delle vicende raccontate nella serie televisiva The Vampire Diaries.

## Trama
Dopo essere stati trasformati in vampiri, i fratelli Salvatore vivono in una caverna vicino a Mystic Falls, la loro città natale. Mentre Damon è apatico e ancora in lutto per Katherine, Stefan è felice che la vampira che li ha trasformati sia morta e va a caccia tutti i giorni, mietendo vittime tra gli abitanti di Mystic Falls. Suo fratello beve solo se Stefan lo costringe perché non vuole essere un vampiro: preferirebbe, invece, morire e cerca anche di suicidarsi. Successivamente assistono al funerale del loro padre nascosti in un boschetto, ma la bussola di Jonathan Gilbert rileva la loro presenza e sono costretti a scappare, inseguiti dalla popolazione. All'ultimo momento salgono su un treno, che li conduce a New Orleans. Arrivati in città, Stefan riprende le sue battute di caccia, mentre Damon, irremovibile, rifiuta di nutrirsi per non diventare un mostro: giurando di vendicare le vittime del fratello, lo abbandona. Una notte, Stefan viene attratto in una macelleria dal sangue degli animali, e qui tre vampiri cercano di punirlo per aver cacciato nel loro territorio, ma vengono fermati dal loro capo, la vampira Lexi, che offre a Stefan una stanza a casa loro e gli insegna come usare i suoi poteri e controllare i suoi istinti. Lo introduce anche alla caccia degli animali, piuttosto che degli esseri umani: durante una battuta, il vampiro si allontana per seguire il battito di un cuore umano e trova un manifesto del Circo dei Mostri che annuncia il combattimento, previsto due giorni dopo, tra un puma e un vampiro: Damon, che è stato catturato da Patrick Gallagher, proprietario del circo e occasionalmente cacciatore di vampiri. Per liberare il fratello, Stefan, fingendo di essere umano, ottiene un lavoro presso il circo. Assiste poi al combattimento, che vede Damon vincitore, ma non riesce a salvarlo. Intanto, inizia a frequentare la figlia di Gallagher, Callie, e se ne innamora. La ragazza capisce che Stefan è un vampiro, ma non le importa perché anche lei lo ama e decide di aiutarlo a recuperare Damon. Due notti dopo, attuano il loro piano, ma il vampiro viene catturato, tramortito e rinchiuso in gabbia. Quando si risveglia, Gallagher gli comunica che combatterà contro suo fratello in un duello all'ultimo sangue. Non vuole, mentre Damon sembra felice di avere un'occasione per ucciderlo. Stefan è convinto che Callie l'abbia tradito, ma, durante la lotta, la ragazza incendia il tendone del circo, liberandoli. I fratelli Salvatore vengono accolti da Lexi, che li cura. Alcuni giorni dopo, Callie va a trovare Stefan di nascosto, informandolo che se ne sta andando e chiedendogli di seguirla perché lo ama. Il ragazzo accetta, ma improvvisamente Callie viene trafitta da un coltello da macellaio: Damon è tornato dopo essersi nutrito di sangue animale e, dopo aver bevuto anche il sangue della ragazza, attacca Stefan, impalandolo, per poi andarsene. Lexi salva Stefan, ma per Callie non c'è più niente da fare. Ripresosi, parte in treno verso nuove destinazioni, continuando a spostarsi da una città all'altra, bevendo solo sangue animale per espiare le sue colpe e onorare le sue precedenti vittime umane, sperando di non innamorarsi più di una ragazza umana.

## Edizioni
- Lisa Jane Smith, Il diario del vampiro. Sete di sangue, Nuova Narrativa Newton, 2011,  p. 208, ISBN 978-88-541-2932-0.
- Lisa Jane Smith, Il diario del vampiro. 6 romanzi in 1, I Superinsuperabili, 2014,  p. 704, ISBN 978-88-541-6252-5.